# Muzaffar Shah di Pahang
Paduka Sri Sultan Muzaffar Shah ibni al-Marhum Sultan Mahmud Shah (... – Pekan, 1540) è stato sultano di Pahang dal 1519 al 1530.

## Primi anni di vita
Conosciuto come Raja Jainad prima della sua ascesa al trono, era il figlio maggiore del quinto sultano di Pahang Mahmud Shah e della sua prima moglie Raja Putri Olah binti al-Marhum Sultan Ahmad.

## Regno
Muzaffar Shah venne ucciso a Pekan nel 1540 da Khoja Zainal, capo di una delegazione del Brunei, per aver commesso adulterio con sua moglie. Gli succedette il fratello minore Raja Ismail. Gli fu concesso il titolo postumo di Marhum Tengah.